# Diphasiastrum

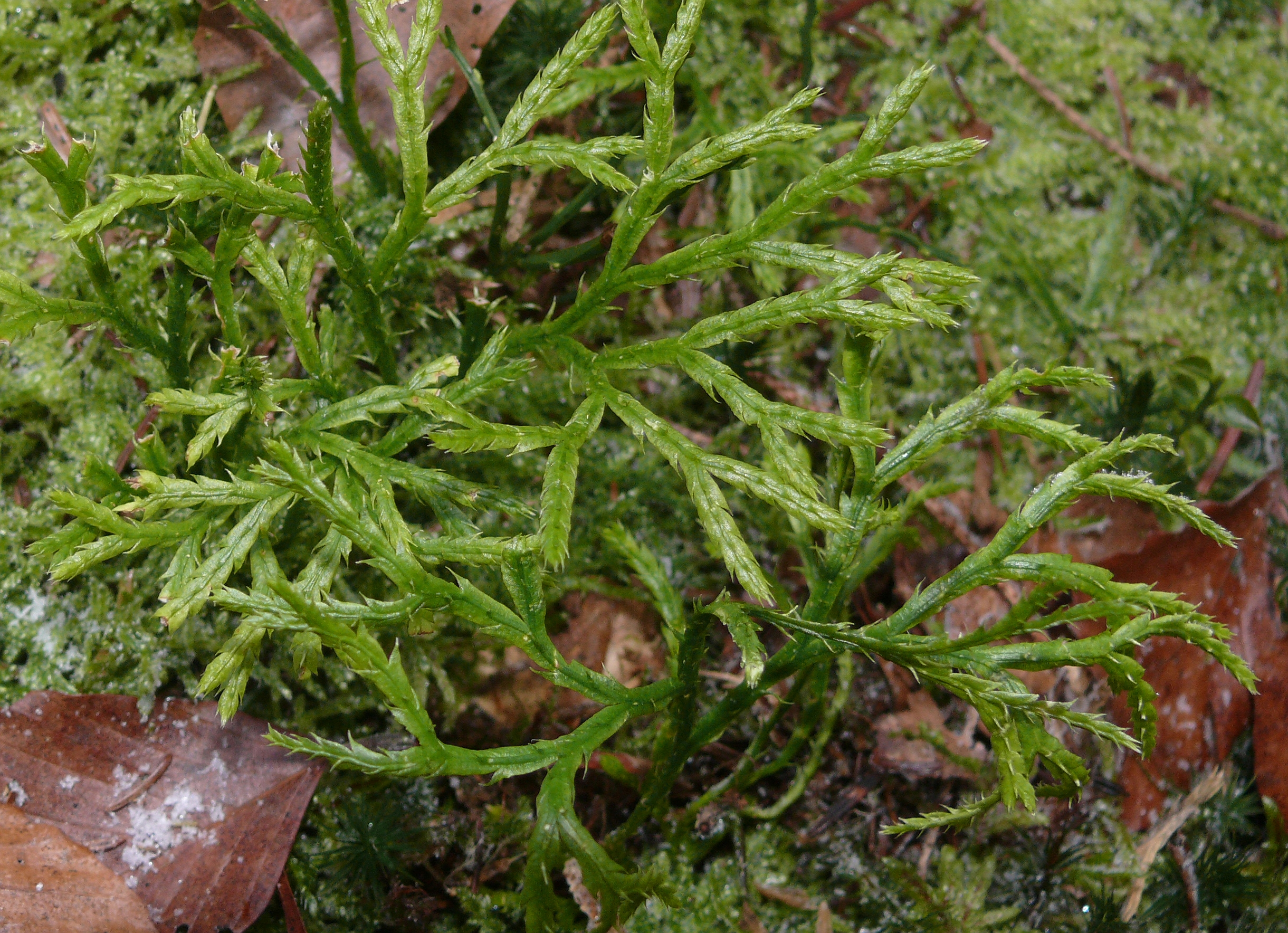
Diphasiastrum complanatum

Diphasiastrum es un género de la familia de las Lycopodiaceae. Está muy relacionado con el género Lycopodium  hasta el punto que muchos botánicos no consideran esta segregación.

## Etimología
Su nombre proviene del griego diphasium- que quiere decir "dos clases" en clara referencia a los 2 tipos de microfilarias,  más la terminación latina -astrum, sufijo que indica "similar a".
Este género tiene una distribución subcosmopolita en el Hemisferio Norte y, en el sur, aparece en montañas en América del Sur (llegando hasta la provincia de Jujuy en Argentina), Nueva Guinea en el Océano Pacífico, pero siempre limitado a climas con humedad alta durante todo el año o bien climas frescos, protegido por cubierta de nieve persistente en invierno.
Hay 16 especies en total y numerosos híbridos naturales dentro de este género. Muchos de los híbridos son fértiles, permitiendo su pervivencia hasta convertirse en más frecuentes, a veces, que otras especies naturales.

## Especies
- Diphasiastrum alpinum Alpine Clubmoss (circumpolar, subarctic and alpine).
- Diphasiastrum angustiramosum (Nueva Guinea).
- Diphasiastrum complanatum Flat-stemmed Clubmoss, Northern Running-pine, or Ground Cedar (circumpolar, cool temperate).
- Diphasiastrum digitatum  (eastern Canadá, northeastern Estados Unidos).
- Diphasiastrum fawcettii (Jamaica, La Española).
- Diphasiastrum henryanum (Islas Marquesas).
- Diphasiastrum madeirense (Madeira, Azores).
- Diphasiastrum montellii (Rusia; syn. D. complanatum subsp. montellii).
- Diphasiastrum multispicatum (Taiwán, Filipinas).
- Diphasiastrum nikoense (Japón; syn. D. sitchense var. nikoense).
- Diphasiastrum platyrhizoma (Borneo, Sumatra).
- Diphasiastrum sitchense Alaskan Clubmoss (northern América del Norte).
- Diphasiastrum thyoides (Caribe, América Central y América del Sur).
- Diphasiastrum tristachyum Blue Clubmoss, Blue Ground-cedar (circumpolar, cool temperate; syn. D. complanatum subsp. chamaecyparissus).
- Diphasiastrum veitchii Veitch's Clubmoss (eastern Himalaya east to Taiwán).
- Diphasiastrum wightianum (sudeste Asia, Nueva Guinea).

## Híbridos
- Diphasiastrum × habereri (D. digitatum × D. tristachyum)
- Diphasiastrum × issleri (D. alpinum × D. complanatum)
- Diphasiastrum × sabinifolium (D. sitchense × D. tristachyum)
- Diphasiastrum × zeilleri (D. complanatum × D. tristachyum)
- Diphasiastrum × oellgaardii (D. alpinum × D. tristachyum)